# Isla de Palm (Aruba)
La Isla de Palm (conocida en inglés como: De Palm Island, o Palm Island) es una pequeña isla alargada frente a la costa de la isla principal de Aruba, al oeste de la localidad de «Pos Chiquito» y al sur del Aeropuerto Internacional Reina Beatriz, de Barcadera, y de la ciudad capital Oranjestad. Es una propiedad privada perteneciente a un hotel local, construido sobre un arrecife de coral.
La isla esta a cinco minutos de un viaje en ferry desde la parte continental, lo que es ideal para excursiones de un día y paseos. La isla incluye una pequeña playa y un parque acuático (Blue Parrotfish Water Park).
La zona de playa se extiende a una corta distancia en el océano. Sin embargo, está prohibido que ir muy lejos de la playa, por lo que las paredes fueron construidas para mantener a las personas controladas.